# 마라 코데이
마라 코데이(Mara Corday, 1930년 1월 3일 ~ 2025년 2월 9일)는 미국의 영화배우, 플레이메이트, 모델, 텔레비전 배우이다.

## 생애

### 어린 시절
코데이는 캘리포니아주 산타모니카에서 태어났다. 영화 분야에서 경력을 쌓고 싶었던 그녀는 아직 10대 때 할리우드에 와서 선셋 대로에 있는 얼 캐롤 극장에서 쇼걸로 일하게 되었다. 그녀의 신체적 아름다움은 사진작가의 모델로 직업을 가져왔고, 이는 1951년 영화 '브로드웨이 투 티켓'에서 쇼걸로 약간의 역할을 하게 만들었다.

### 결혼 이후
1955년 배우 리처드 롱의 첫 번째 부인 수잔 볼이 사망한 후, 코데이는 롱과 사귀기 시작했고 1957년에 결혼했다. 롱의 여동생 바바라를 통해 코데이는 배우 마샬 톰슨의 시누이였다.
1960년대 초, 코데이는 가정을 꾸리는 데 전념하기 위해 경력을 포기했는데 1974년에 미망인이 된 그녀는 17년간의 결혼 생활 동안 롱과 세 자녀를 두었다.
코데이는 유니버설 픽처스에서 일할 때 만난 배우 클린트 이스트우드의 친구이기도 했다.

### 사망
코데이는 2025년 2월 9일 캘리포니아주 산타클라리타에서 95세의 나이로 사망했다.

## 활동

### 영화 활동

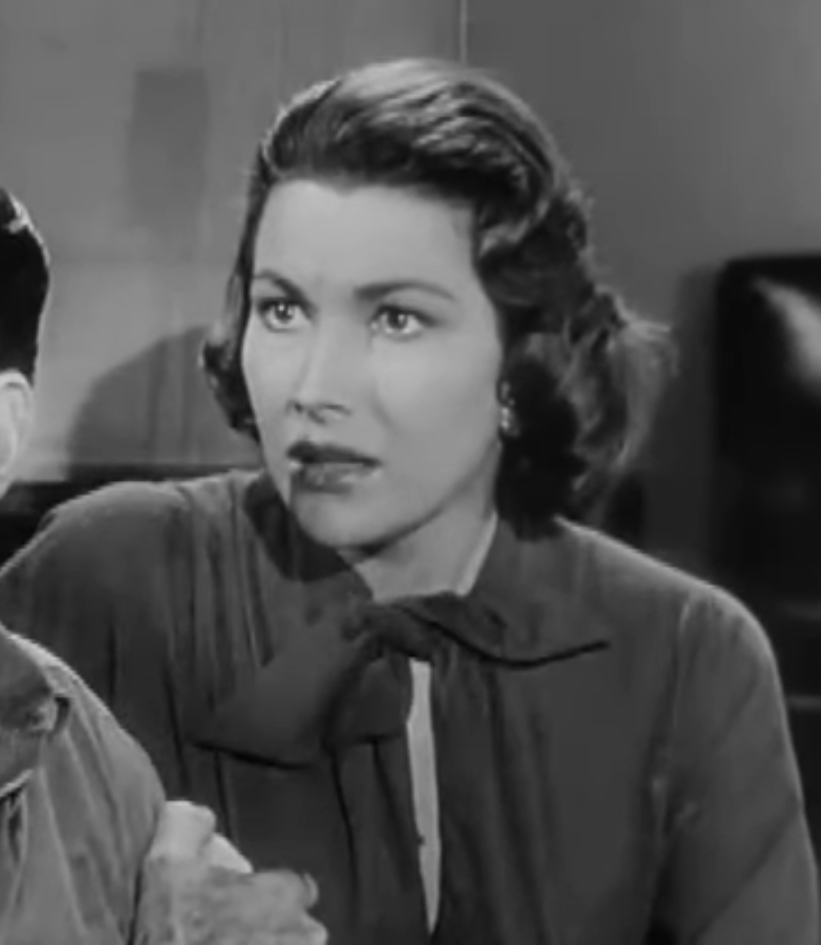

코데이는 유니버설 인터내셔널 픽처스(UI)와 계약을 맺고 다양한 B-영화와 TV 시리즈에서 작은 역할을 맡게 되었는데 1954년, 플레이걸 촬영장에서 그녀는 배우이자 미래의 남편인 리처드 롱을 만났다.
1955년까지 그녀의 연기는 미미했지만, 성공적인 공상 과학 영화 타란툴라에서 존 아가르와 레오 G. 캐롤의 상대역으로 캐스팅되었는데 타란툴라는 클린트 이스트우드가 제트 전투기 조종사로 아주 짧은 역할을 맡았습니다. 그녀는 이 장르에서 블랙 스콜피온과 자이언트 클로(둘 다 1957년)라는 두 개의 다른 주연을 맡았으며, 맨 위드 어 스타, 분노의 하루, 그리고 로우 엣지 등 여러 서부 영화에도 출연했다. 영화 평론가 레너드 몰틴은 코데이가 "전시할 수 있는 것보다 더 많은 연기력을 가지고 있다"고 말했다.

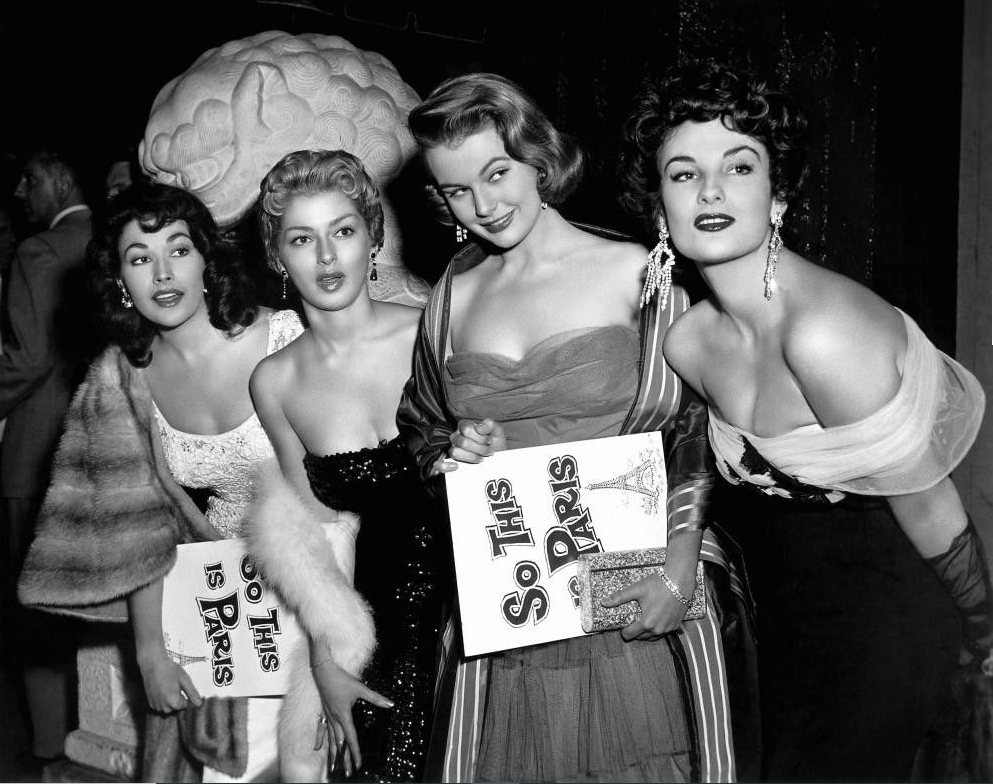
From left to right, Corday, Kathleen Hughes, Myrna Hansen, and Allison Hayes in So This Is Paris (1955 film)

1974년 남편이 사망한 지 몇 년 후, 코데이의 오랜 친구 이스트우드는 그녀에게 1977년 영화 '건틀릿'에서 주연을 맡아 영화로 돌아갈 수 있는 기회를 제공했다. 그녀는 또한 서든 임팩트(1983)에서 짧지만 중요한 역할을 맡아 데트의 커피에 설탕을 버리는 웨이트리스 역을 맡았다. 해리 캘러핸은 그 영화의 상징적인 "계속하세요, 저의 하루를 만들어 주세요" 시퀀스에 등장했는데 그녀는 1989년 그의 영화 핑크 캐딜락에서 이스트우드와 다시 연기했으며, 마지막 영화인 1990년대의 더 루키에서도 함께 연기했다.

### 텔레비전 활동
1956년, 코데이는 ABC 텔레비전 시리즈 '컴뱃 하사'에서 반복적으로 출연했다. 1959년부터 1961년 초까지 코데이는 에피소드 "Keep Smileing"에서 피터 건과 같은 다양한 TV 시리즈의 게스트 자리를 독점적으로 맡았다. 그녀는 또한 원티드에서 스티브 맥퀸과 함께 게스트 출연을 했는데 1960년 4월의 죽음 또는 생존했다.

### 모델 활동
코데이는 1950년대 동안 수많은 남성 잡지에 핀업 걸로 등장했으며, 모델 팻 시한과 함께 1958년 10월호 플레이보이의 플레이메이트로 활동했다.

### 무용 활동
코데이의 1번째 직업 중 하나는 할리우드의 얼 캐롤 리뷰에서 댄서로 활동한 것이었다. 어머니와 함께 코데이는 15살 때 오디션을 보았다. 그녀가 쇼에 출연한 2년 동안 그녀는 "스케치에서 쇼걸에서 여배우로" 발전했는데 그녀가 마라 코데이라는 예명을 채택했을 때도 그녀를 더욱 이국적으로 보이게 했기 때문이었다. 마라라는 이름은 코데이가 마야 극장에서 안내원으로 일할 때 그녀를 마리타라고 불렀던 봉고 연주자에서 유래했는데 코데이라는 이름은 향수 한 병에서 유래되었습니다.

## 영화
- 후계자 (1990년)
- 더티 해리 4 - 써든 임팩트 (1983년)
- 건틀릿 (1977년)
- 자이언트 크로 (1957년)
- 더 블랙 스콜피온 (1957년)
- 폭스파이어 (1955년)
- 타란툴라 (1955년)
- 스타가 아닌 사나이 (1955년)
- 프란시스 조인스 더 WACS (1954년)
- 브로드웨이로 가는 두 장의 티켓 (1951년)